# Pilisborosjenő
Pilisborosjenő là một thị trấn thuộc hạt Pest, Hungary. Thị trấn này có diện tích 9,27 km², dân số năm 2010 là 3423 người, mật độ 369 người/km².